# Вигдорчик, Семён Абрамович
Семён Абрамович Вигдорчик (11 апреля 1908 год, Москва — 1980 год) — российский ученый в области самолётостроения, доктор технических наук (1963), заслуженный деятель науки и техники РСФСР (1972).

## Биография
Родился 11 апреля 1908 года в Москве в семье служащих.
В 1926 году поступил на Механический факультет в МВТУ, после 4 курса перешёл в только что организованный МАИ, где получил диплом инженера-механика самолётостроения (1930).
Работа
- 1928—1930 конструктор в СКО завода № 22 и в Специальном конструкторском бюро стального самолётостроения (главный конструктор А. И. Путилов).
- 1930—1938 начальник цехов, отделов и на других руководящих технических должностях на заводе № 1 имени Авиахима (в том числе зам. главного инженера).

В июле 1938 года арестован и осуждён на 20 лет исправительных трудовых лагерей.
В 1939—1941 начальник технологической бригады ЦКБ-29 НКВД СССР в группе А. Н. Туполева.
В июле 1941 года освобождён досрочно со снятием судимости (полностью реабилитирован в 1955 году).
Во время войны работал главным технологом заводов № 166 и № 23 по налаживанию серийного производства самолёта ТУ-2.
В 1944—1980 главный технолог ОКБ А. Н. Туполева. Одновременно с 1967 года преподавал в МАИ.
Профессор (1968). Доктор технических наук (1963).
Автор 23 изобретений и многих научных публикаций, в том числе монографий.
Похоронен на Введенском кладбище (17 уч.).

## Награды
- орден Отечественной войны 2-й степени (08.08.1947)
- медали
- Сталинская премия (1949)
- Государственная премия СССР (1967)
- Заслуженный деятель науки и техники РСФСР (1972)

## Сочинения
- Оснащение самолетного и ракетного производства, М., 1967